# Galactose
Galactose (galacto- + -ose, "đường sữa"), đôi khi được viết tắt là Gal, là một đường monosaccharide ít ngọt hơn glucose và fructose. Nó là một đồng phân C-4 của glucose.
Galactan là một polymeric dạng galactose tìm thấy trong hemicellulose. Galactan có thể tạo ra galactose bằng cách thủy phân.

## Cấu trúc và đồng phân
Galactose tồn tại trong hai dạng mạch hở và mạch vòng. Dạng mạch hở có một carbonyl ở cuối đường.
Bốn đồng phân là mạch vòng, hai trong số chúng có một vòng pyranose, hai đồng phân còn lại có một vòng furanose (năm membered). Galactofuranose xuất hiện trong vi khuẩn, nấm và động vật nguyên sinh và được nhận biết bởi một động vật có dây sống giả định miễn dịch lectin intelectin qua exocyclic 1,2-diol. Trong dạng mạch vòng có hai anomers tên là alpha và beta, khi chuyển đổi từ mạch hở sang mạch vòng liên quan đến hình thái stereocenter trong sản phẩm mới của cacbonyl mạch hở. Trong dạng beta, nhóm rượu ở vị trí Equatorial, khi ở dạng alpha, nhóm rượu ở trục.

Cyclic là hình thức của galactose

## Quan hệ với lactose
Galactose là một monosaccharide. Khi cộng với glucose (monosaccharide), qua một phản ứng trùng hợp, tạo ra lactose. Phản ứng thủy phân lactose tạo ra glucose và galactose được xúc tác bởi enzymes lactase và β-galactosidase. Sau này được tạo ra bởi operon lac trong Escherichia coli.
Trong tự nhiên, lactose được tìm thấy chủ yếu trong sữa và các sản phẩm từ sữa. Vì vậy, nhiều thức ăn sản phẩm làm từ các thành phần có nguồn gốc từ sữa như bánh mì và ngũ cốc có thể chứa lactose. Sự chuyển hóa galactose chuyển đổi galactose thành glucose được thực hiện bởi ba enzym chính trong một cơ chế được gọi là chu trình Leloir. Các enzyme đã được liệt kê theo thứ tự của các con đường trao đổi chất: galactokinase (GALK), galactose-1-phosphate uridyltransferase (GALT), và UDP-galactose-4'-epimerase (GALE).
Trong chu kỳ tiết sữa của con người, glucose được thay đổi thành galactose qua hexoneogenesis để cho phép các tuyến vú tiết ra lactose. Tuy nhiên, đa số lactose vào sữa mẹ được tổng hợp từ glucose được đưa lên từ máu, và chỉ có 35 ± 6% được làm từ galactose được tổng hợp lại. Glycerol cũng đóng góp một phần cho việc sản xuất galactose.

## Chuyển hóa

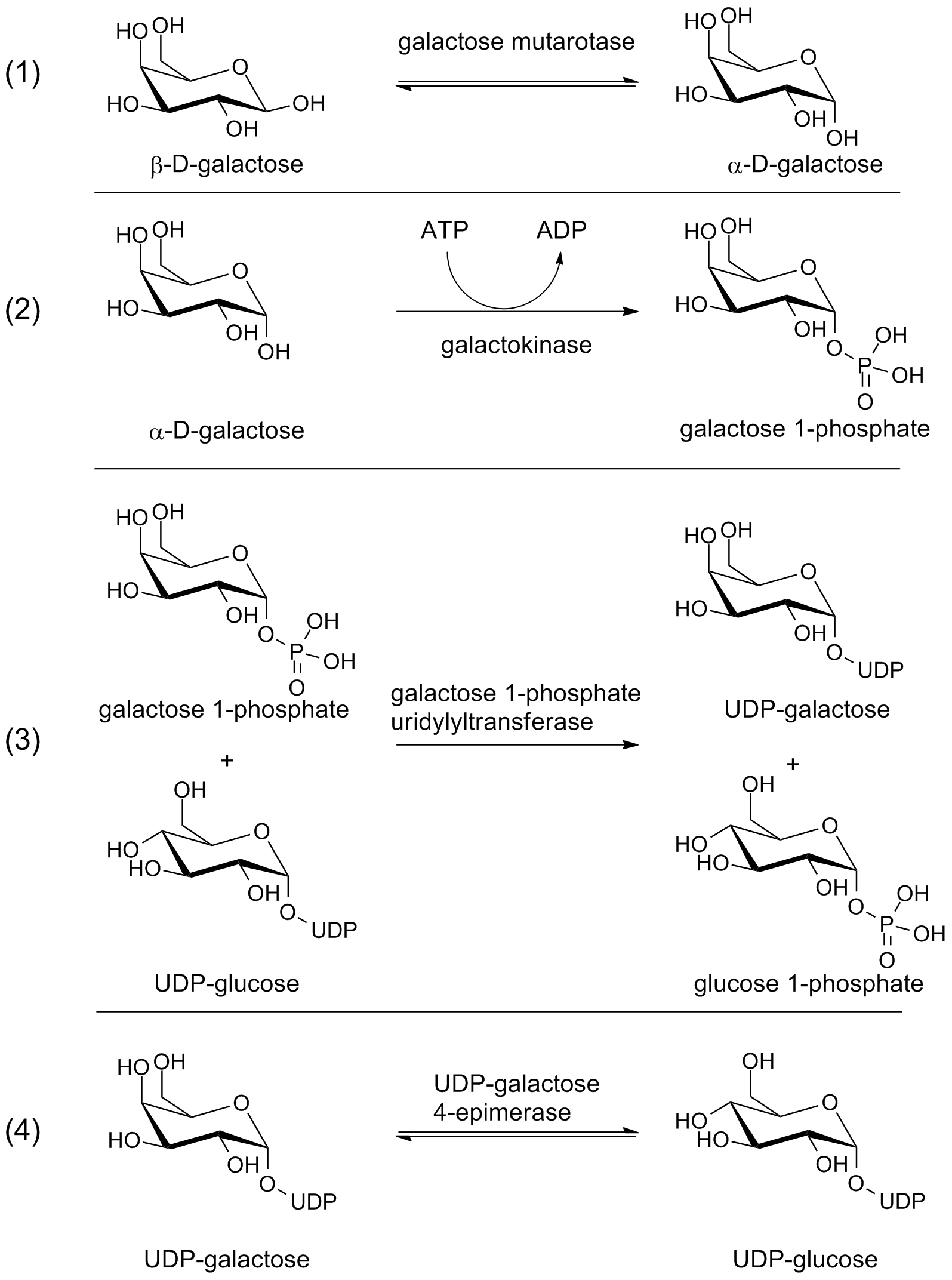
Galactose metabolism

Glucose là nguyên liệu chuyển hóa chính cho con người. Nó ổn định hơn là galactose và ít bị ảnh hưởng sự hình thành của các glycoconjugate không đặc hiệu, các phân tử với ít nhất một đường gắn với một protein hoặc lipid. Nhiều người suy đoán rằng đó là vì lý do này mà một con đường chuyển đổi nhanh chóng từ galactose để glucose đã được bảo tồn giữa nhiều loài..
Con đường chính của quá trình chuyển hóa galactose là chu trình Leloir; con người và các loài khác đã được ghi nhận là có nhiều con đường khác, chẳng hạn như chu trình De Ley Doudoroff. Chu trình Leloir bao gồm các giai đoạn sau của một quá trình gồm hai phần có thể chuyển đổi β-D-galactose thành UDP-glucose. Giai đoạn đầu tiên là sự chuyển hóa β-D-galactose thành alpha-D-galactose bởi enzyme mutarotase (GALM). Chu trình Leloir sau đó thực hiện việc chuyển đổi α-D-galactose thành UDP-glucose qua ba enzyme chính: Galactokinase (GALK) phosphorylates α-D-galactose thành galactose-1-phosphate, hoặc Gal-1-P; Galactose-1-phosphate uridyltransferase (GALT) chuyển một nhóm UMP từ UDP-glucose đến Gal-1-P để tạo thành UDP-galactose; và cuối cùng, UDP galactose-4'-epimerase (GALE) chuyển đổi qua lại giữa UDP-galactose và UDP-glucose, qua đó hoàn thành chu trình.
Galactosemialà bệnh mất khả năng phá vỡ galactose đúng cách do một đột biến di truyền một trong các enzym trong chu trình Leloir. Khiến cho việc tiêu thụ thậm chí một lượng nhỏ cũng gây ra tác hại

## Ý nghĩa lâm sàng
Hệ thống mãn tính tiếp xúc của chuột và ruồi giấm để D-galactose gây ra sự tăng tốc lão hóa và đã được sử dụng như là một mô hình lão hóa. Hai nghiên cứu đã chỉ ra mối liên hệ giữa galactose trong sữa và ung thư buồng trứng. Các nghiên cứu khác cho thấy không có sự tương quan, ngay cả trong sự hiện diện của quá trình chuyển hóa galactose khiếm khuyết. Gần đây hơn, phân tích gộp được thực hiện bởi Trường Y Havard cho thấy không có mối tương quan cụ thể giữa các loại thực phẩm chứa lactose và ung thư buồng trứng, và cho thấy sự gia tăng đáng kể về mặt thống kê trong nguy cơ tiêu thụ lactose trong khoảng ≥30 g /ngày. Cần nghiên cứu thêm để xác định những rủi ro có thể xảy ra.
Một số nghiên cứu đề nghị galactose có thể có một vai trò trong việc điều trị xơ hóa cầu thận khu trú (một bệnh thận gây suy thận và protein niệu). Tác động này có thể sẽ là một kết quả của sự gắn kết của galactose đến yếu tố FSGS.
Galactose là một thành phần của kháng nguyên có mặt trên các tế bào máu có xác định nhóm máu trong hệ thống nhóm máu ABO. Trong kháng nguyên O và A, có hai đơn phân của galactose trên kháng nguyên, trong khi trong B kháng nguyên có ba đơn phân của galactose.

Một đường đôi gồm hai đơn vị của galactose, galactose-alpha-1,3-galactose (alpha-gal), đã được công nhận là một chất gây dị ứng tiềm tàng có trong thịt động vật có vú. Dị ứng alpha-gal có thể được kích hoạt khi bị bọ chét cái Lone Star cắn.

## Lịch sử
Năm 1855, E. Erdmann cho rằng thủy phân lactose tạo ra một chất khác glucose. Galactose lần đầu tiên được cách ly và nghiên cứu bởi Louis Pasteur vào năm 1856. Ông gọi đó là "lactose". Vào năm 1860, Berthelot đổi tên nó thành "galactose" hay "glucose lactique". Năm 1894, Emil Fischer và Robert Morrell đã xác định được cấu tạo của galactose.